# Sara Sorribes Tormo
Sara Sorribes Tormo (født 8. oktober 1996 i Castellón de la Plana, Spanien) er en professionel tennisspiller fra Spanien.